# Опалубка

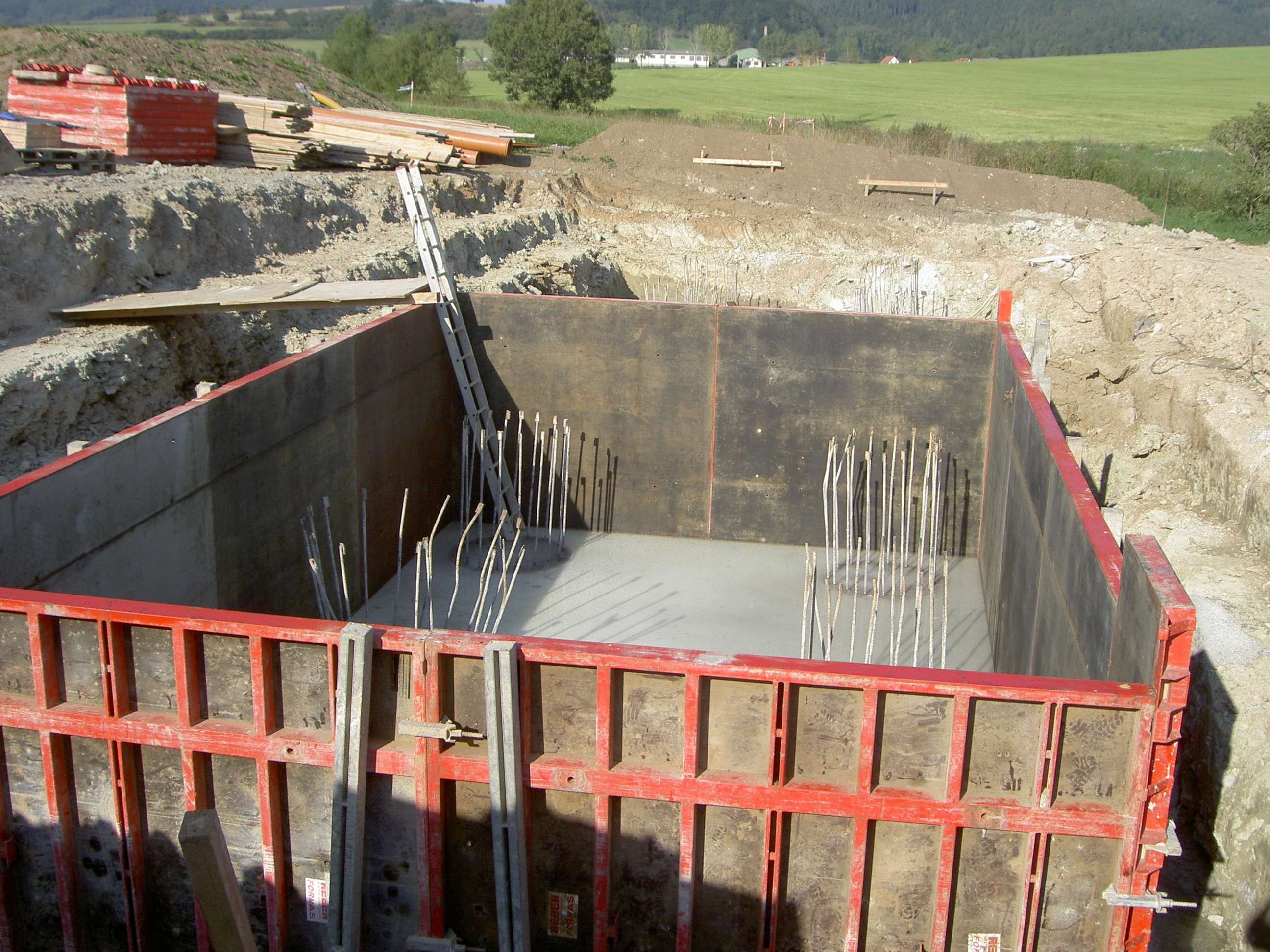
Съёмная металлическая опалубка для фундамента

Опа́лубка (от па́луба) — это вспомогательная конструкция из дерева, металла либо других материалов, служащая для придания монолитным конструкциям из бетона, железобетона, грунтовой смеси, других строительных растворов определённых параметров — таких как форма, геометрические размеры, положение в пространстве, структура поверхности и др.
Опалубка или опалубочная система состоит из формообразующих элементов, поддерживающих конструкций и крепежа. После затвердевания строительного раствора опалубку обычно удаляют. Процесс демонтажа опалубки называется распалубливание. Существует также несъёмная опалубка, которая не удаляется, а становится частью строительной конструкции.
Основные требования, которым должна удовлетворять строительная опалубка, это прочность, стабильность геометрических размеров и положения в пространстве. От опалубки также зависят качество и фактура поверхности монолитных конструкций.
В России применение и производство опалубки для монолитных бетонных и железобетонных конструкций  нормируется ГОСТом 34329-2017. Приказом Федерального агентства по техническому регулированию и метрологии от 14 декабря 2017 г. N 1954-ст межгосударственный стандарт ГОСТ 34329-2017 введен в действие в качестве национального стандарта Российской Федерации с 1 апреля 2018 г. Ранее действовал Государственный стандарт 52085-2003 «Опалубка. Общие технические условия» введённый в действие постановлением Госстроя РФ № 42 от 22.05.2003 г.

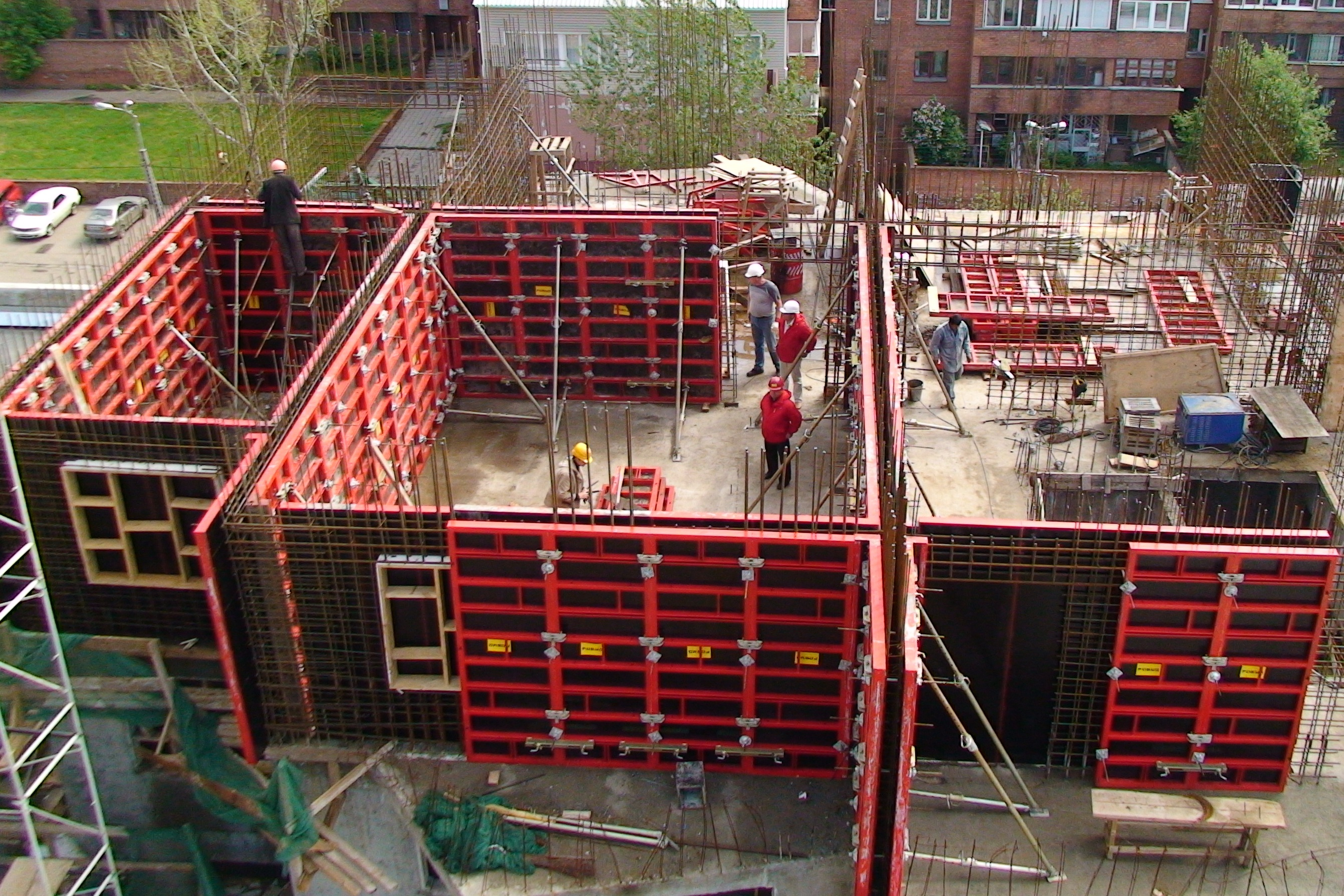
Стальная модульная опалубка для стен и колонн

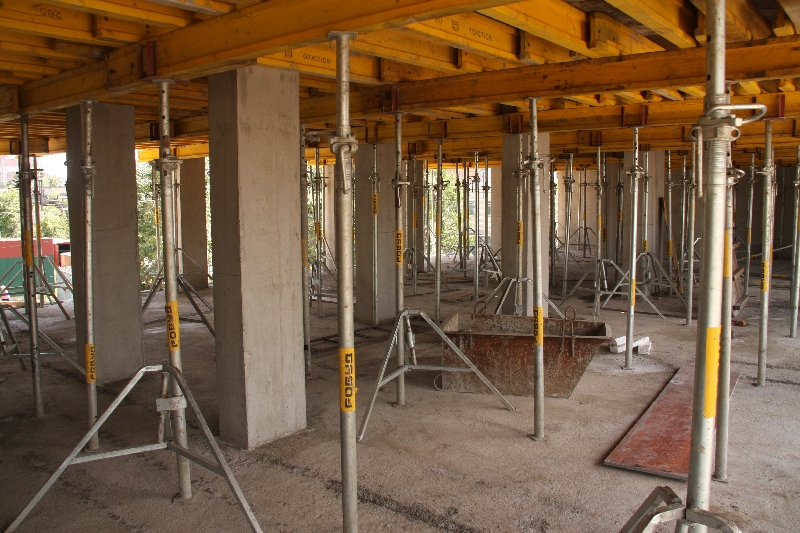
Опалубка перекрытий

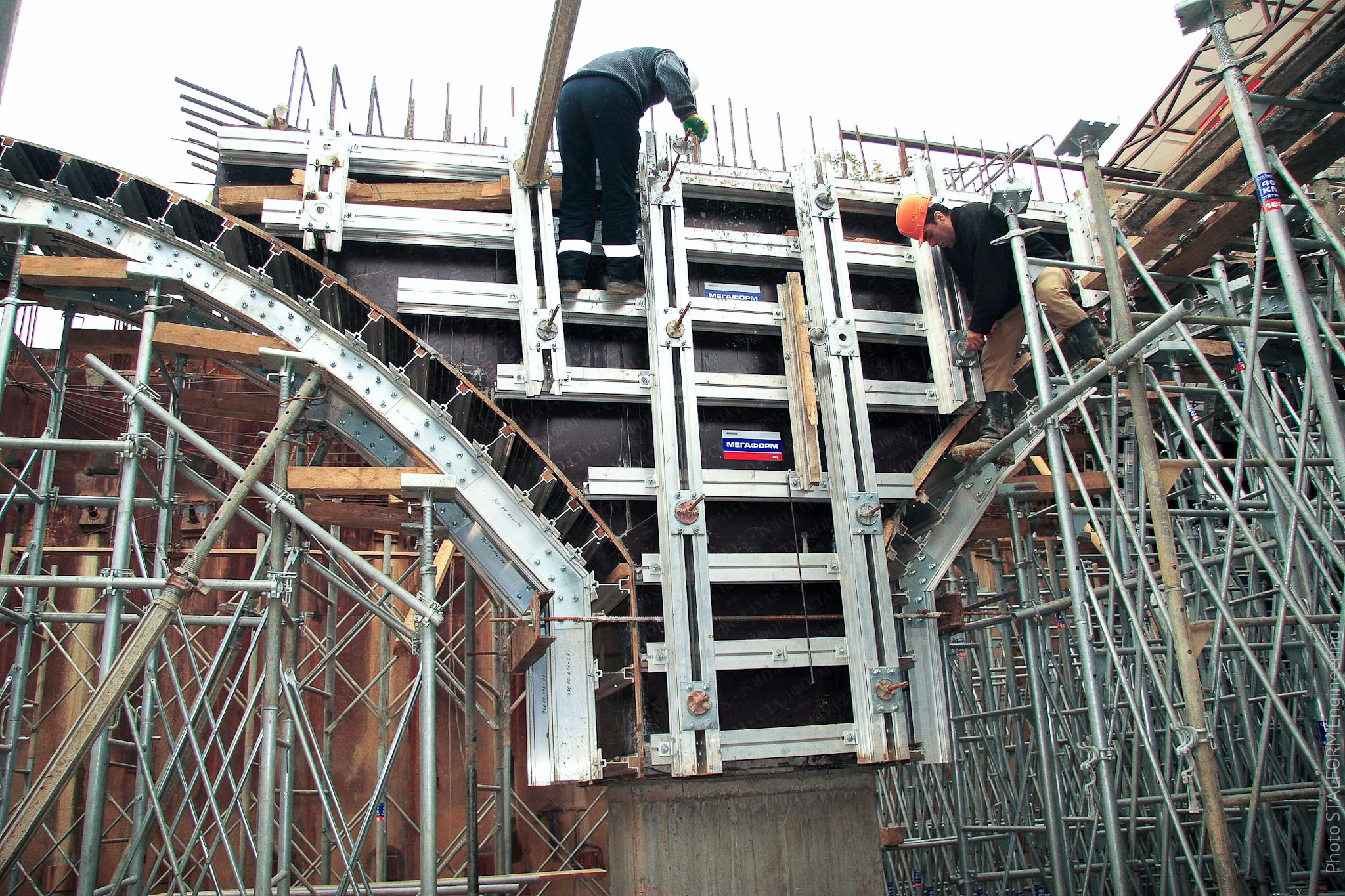
Демонтаж сборно-разборной крупнощитовой опалубки из алюминиевых балок

## История опалубки
Опалубку как временную форму использовали в строительстве с древних времён. История развития опалубочных технологий тесно связана с эволюцией архитектурных форм. Появление в III — начале II века до н. э. так называемого римского бетона стало решающим шагом в развитии арочно-купольной системы перекрытий. Для создания арок, сводов и куполов древнеримские строители применяли как съёмную опалубку, которую изготавливали из деревянных досок, так и несъёмную — из кирпичей или каменных блоков.

## Классификация
Опалубку можно квалифицировать по ряду признаков. По способу использования (разборности) опалубка делится на две большие группы: съёмную, которая демонтируется после набора строительным раствором прочности, достаточной для сохранения заданной формы и положения в пространстве, и несъёмную, которая не демонтируется, а становится частью строительной конструкции. Обе эти системы достаточно широко применяются в монолитном строительстве.
Съёмная опалубка классифицируется по функциональному назначению, конструкции и материалам, из которых она изготавливается.

### По назначению
В зависимости от назначения различают опалубку перекрытий, стен, лифтовых шахт, колонн, фундаментов, ростверков и т. д.
Очень важным условием при монтаже опалубки является точность сборки. Из-за малейшей неточности в готовой опалубочной конструкции могут возникнуть щели и неровности на бетонном монолите в будущем.
Одним из видов опалубочных работ является монтаж опалубки перекрытий, при сборке которых применяются телескопические стойки. Такая стойка работает по принципу выдвижения внутренней трубы с отверстиями, с помощью которой достигается заданная высота стойки. А с помощью перемещения наружной резьбовой муфты необходимая высота выставляется с высокой точностью.

### По материалу
Деревянные опалубки получили большее распространение по причине быстроты и лёгкости монтажа, а также из-за своей дешевизны. Алюминиевые и стальные опалубки по стоимости сильно превышают деревянные и используются при строительстве крупных и ответственных сооружений.
Сегодня для изготовления поверхности щитов стеновой опалубки применяют фанеру, которая изготавливается из материалов с применением современных технологий деревообработки.
Также для изготовления опалубки применяют оцинкованную или гальванизированную сталь с порошковым покрытием, которое защищает сталь от коррозии и обеспечивает быструю очистку опалубки в процессе эксплуатации. Из положительных свойств стали можно выделить тот факт, что она, в отличие от дерева, обладает высокой несущей способностью и хорошей сопротивляемостью деформациям.
Алюминиевая опалубка намного легче стальной, и тем самым дешевле при транспортировке и монтаже. Однако, по прочности и пределу текучести алюминий сильно уступает стали, в связи с чем количество оборотов алюминиевых щитов значительно меньше стальных. Также алюминиевая опалубка быстро теряет исходную геометрию, и практически не подлежит ремонту, что делает её использование достаточно проблемным для строителей.
Полистирол является исходным сырьём для производства несъёмной опалубки. Пенополистирол водо- и морозостоек, отличается стабильностью технических характеристик во времени и при эксплуатации в регионах с суровым и влажным климатом, и, кроме того, он обладает высокой механической прочностью.

### По конструкции
Существует три основные опалубочные системы для возведения стен:
- Рамная система, которая включает в себя каркасные щиты, подпорные элементы, болтовые соединения и детали крепежа. Каркасные щиты состоят из несущей металлической рамы, рёбер жёсткости и опалубочной плиты. Рама из замкнутого полого профиля с фасонным гофром предохраняет торцы плиты от повреждений и позволяет соединить элементы в любом месте. Металлический каркас не только обеспечивает необходимую жёсткость конструкции, но и значительно облегчает и ускоряет монтаж модульных элементов.
- Балочная система включает в себя соответственно балки, опалубочные плиты, элементы крепления, подпорные элементы, ригель, подмостки для бетонирования и леса. Балки, выполненные из древесины двутаврового сечения, являются основой системы, и длина балок нормирована. Для обеспечения долговечности на них крепятся стальные или пластмассовые наконечники, предотвращающие откалывание пояса балки.

Балки устанавливаются с определённым шагом и крепятся к опалубочным плитам и между собой с помощью стальных элементов.
- В туннельной опалубке основным элементом конструкции является полусекция, которая состоит из одной горизонтальной и одной вертикальной панели. Туннельная опалубка предназначена для одновременного опалубливания стен и перекрытий типовых секций. Её монтаж осуществляется при помощи крана. Подобного типа опалубка применяется для серийного производства одинаковых секций.